# Volejbol'nyj klub Uraločka
Il Volejbol'nyj klub Uraločka (in russo волейбольный клуб Уралочка?) è un club di pallavolo femminile russo, con sede a Ekaterinburg: milita nel campionato russo di Superliga.

## Palmarès
- Campionato sovietico: 11

1977-78, 1978-79, 1979-80, 1980-81, 1981-82, 1985-86, 1986-87, 1987-88, 1988-89, 1989-90,
1990-91
- Campionato russo: 14

1991-92, 1992-93, 1993-94, 1994-95, 1995-96, 1996-97, 1997-98, 1998-99, 1999-00, 2000-01,
2001-02, 2002-03, 2003-04, 2004-05
- Coppa dell'Unione Sovietica: 3

1985-86, 1986-87, 1988-89
- Coppa dei Campioni: 8

1980-81, 1981-82, 1982-83, 1986-87, 1988-89, 1989-90, 1993-94, 1994-95
- Coppa delle Coppe: 1

1985-86

## Rosa 2018-2019
| N° | Nome                 | Ruolo | Data di nascita   | Nazionalità sportiva |
| -- | -------------------- | ----- | ----------------- | -------------------- |
| 1  | Anastasija Gudova    | P     | 24 marzo 1999     | Russia               |
| 2  | Anna Malova          | L     | 16 aprile 1990    | Russia               |
| 3  | Viktorija Burkova    | P     | 28 novembre 2001  | Russia               |
| 4  | Diana Balaj          | S     | 19 maggio 1997    | Russia               |
| 5  | Aleksandra Dmitrieva | C     | 16 agosto 1998    | Russia               |
| 6  | Anastasija Harėlik   | S     | 20 marzo 1991     | Bielorussia          |
| 7  | Tat'jana Romanova    | P     | 9 settembre 1994  | Russia               |
| 8  | Viktorija Černyševa  | S     | 1 febbraio 2001   | Russia               |
| 9  | Ekaterina Belova     | C     | 10 maggio 1993    | Russia               |
| 10 | Ekaterina Makarčuk   | C     | 10 settembre 1994 | Russia               |
| 11 | Hanna Klimec         | O     | 4 marzo 1998      | Bielorussia          |
| 12 | Marija Vonogova      | C     | 5 aprile 1990     | Russia               |
| 13 | Ksenija Il'čenko     | S     | 31 ottobre 1994   | Russia               |
| 15 | Polina Truchina      | L     | 27 maggio 1998    | Russia               |
| 16 | Ekaterina Voronova   | L     | 15 gennaio 1994   | Russia               |
| 17 | Jaroslava Simonenko  | S     | 27 giugno 1996    | Russia               |
| 18 | Irina Zadychina      | P     | 17 febbraio 1995  | Russia               |
| 19 | Valentina Bačinina   | S     | 2 novembre 2000   | Russia               |
| 20 | Varvara Šubina       | L     | 8 luglio 2002     | Russia               |

## Denominazioni precedenti
- 1968: Volejbol'nyj klub Trud